# Саммит лидеров стран Африки в США
Саммит лидеров стран Африки в США (англ. United States–Africa Leaders Summit) с 4 по 6 августа 2014 года принимал у себя президент США Барак Обама. В саммите, сосредоточенном в первую очередь на вопросах торговли, инвестиций и безопасности континентов, приняли участие лидеры пятидесяти африканских государств. Официальные встречи прошли в отеле «Mandarin Oriental», «Гарри С Трумэн Билдинг» и Белом доме.

## Предпосылки

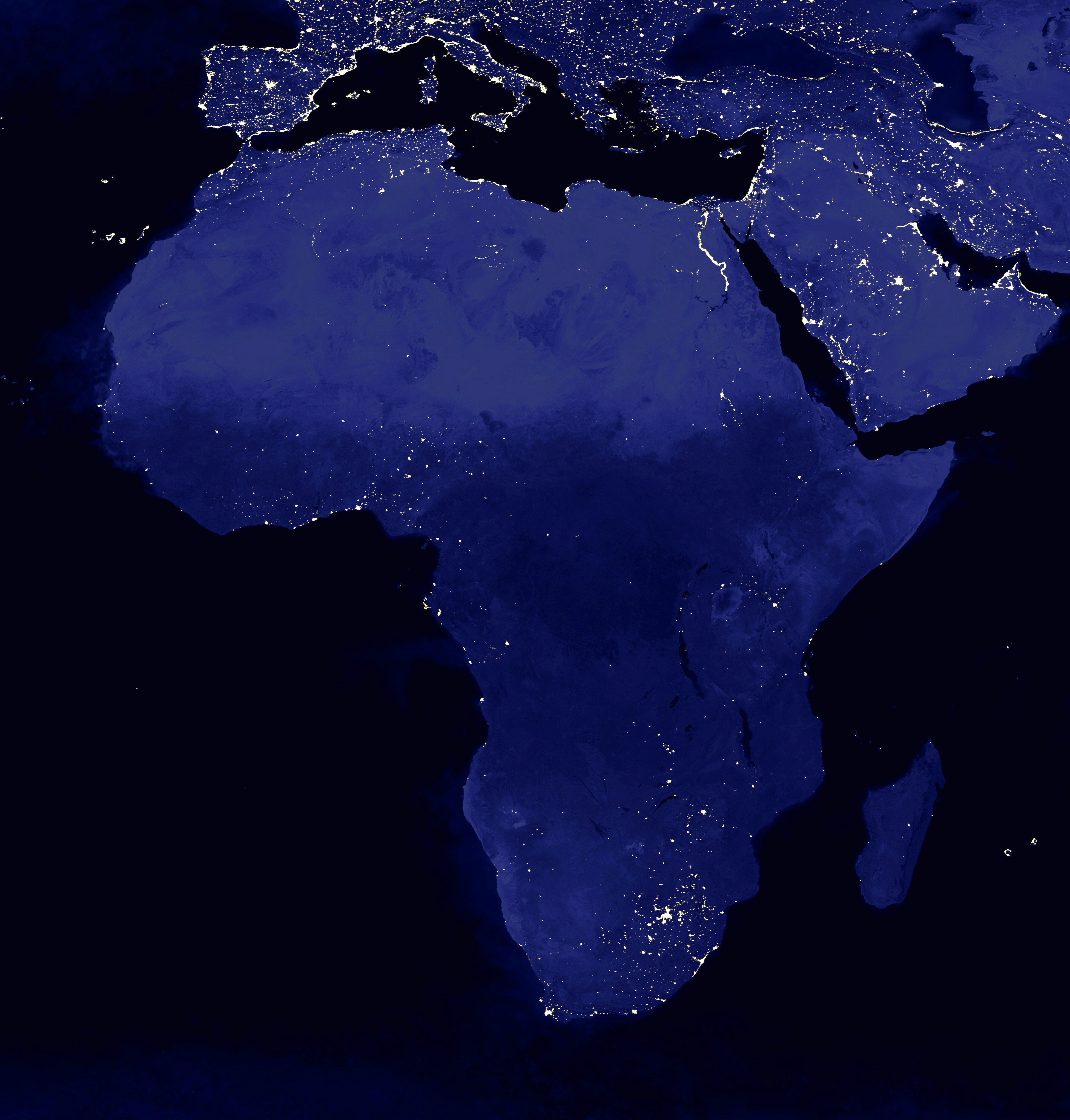
Кадры съёмок из космоса показывают, что более двух третей населения Африки южнее Сахары живут без электричества.

В 2013 году президент США Барак Обама совершил поездку по трём странам Африки, а именно Сенегалу, Южно-Африканской Республике и Танзании, объявив о своих политических планах — проведении саммита лидеров со всей этой части света. В экономической сфере, годовой торговый баланс США с континентом составляет около 85 миллиардов долларов США, по сравнению с Китаем с 200 млрд долларов. В то время как Всемирный банк спрогнозировал средний экономический рост по Африке на уровне 4,7 %, политические и деловые круги США начали готовиться к доступу к потребительскому рынку в 1 миллиард человек. В том же году Обама дал ход программе «Питание Африке» (англ. Power Africa) — инвестиционному проекту в 7 млрд долларов, целью которого является удвоение доступа населения Африки южнее Сахары к электричеству в 5-летний период.
21 января 2014 года Белый дом официально назначил дату проведения саммита на 6 августа. Позднее, в интервью «The Economist» Обама поприветствовал иностранные инвестиции на континенте, сказав чем «больше, тем лучше», и посоветовал африканским лидерам давать возможность местным работникам извлекать выгоду от инфраструктурных проектов, потому, что дороги не должны «просто вести из шахты сразу в порт, и в Шанхай».

## Повестка дня
Заранее объявлялось, что саммит будет в первую очередь посвящён торговле и инвестициям, и подчеркнет приверженность США демократии и безопасности всех людей на континенте, что будет способствовать обсуждению углубления сотрудничества по достижению этих целей. Министр торговли США Пенни Прицкер сказала, что на саммите планируется заключение новых сделок на сумму оболее 900 млн долларов.
Ряд организаций направили письма Обаме с призывом обратить особое внимание на права африканцев-активистов ЛГБТ. «Human Rights Campaign» и «Human Rights First» выпустили заявление, призывающее Обаму включить проблемы дискриминации меньшинств в повестку дня, описав этот саммит как момент для обеспечения равенства. Однополые отношения уголовно наказуемы в 37 африканских государствах, из которых караются смертью в Мавритании, Нигерии (штаты, в которых введены законы шариата), Сомали и Судане; и вплоть до пожизненного заключения в Сьерра-Леоне, Танзании, Уганде и Замбии. Только Южно-Африканская республика предоставляет полный равенство в заключении браков и конституционную защиту от дискриминации.

## Программа мероприятий

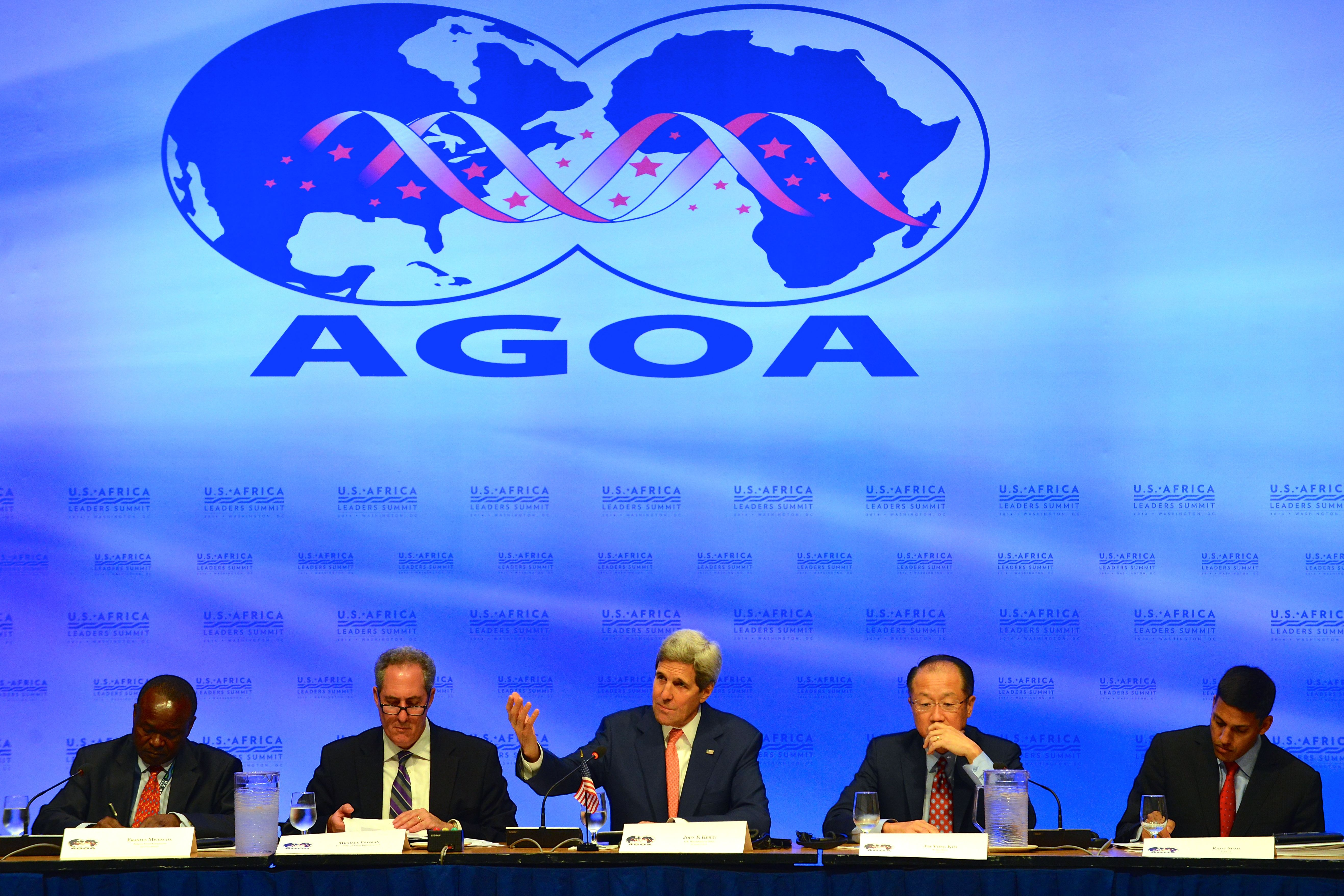
Совещание министров в рамках Форума по Акту о Африканском росте и возможностях, 4 августа.

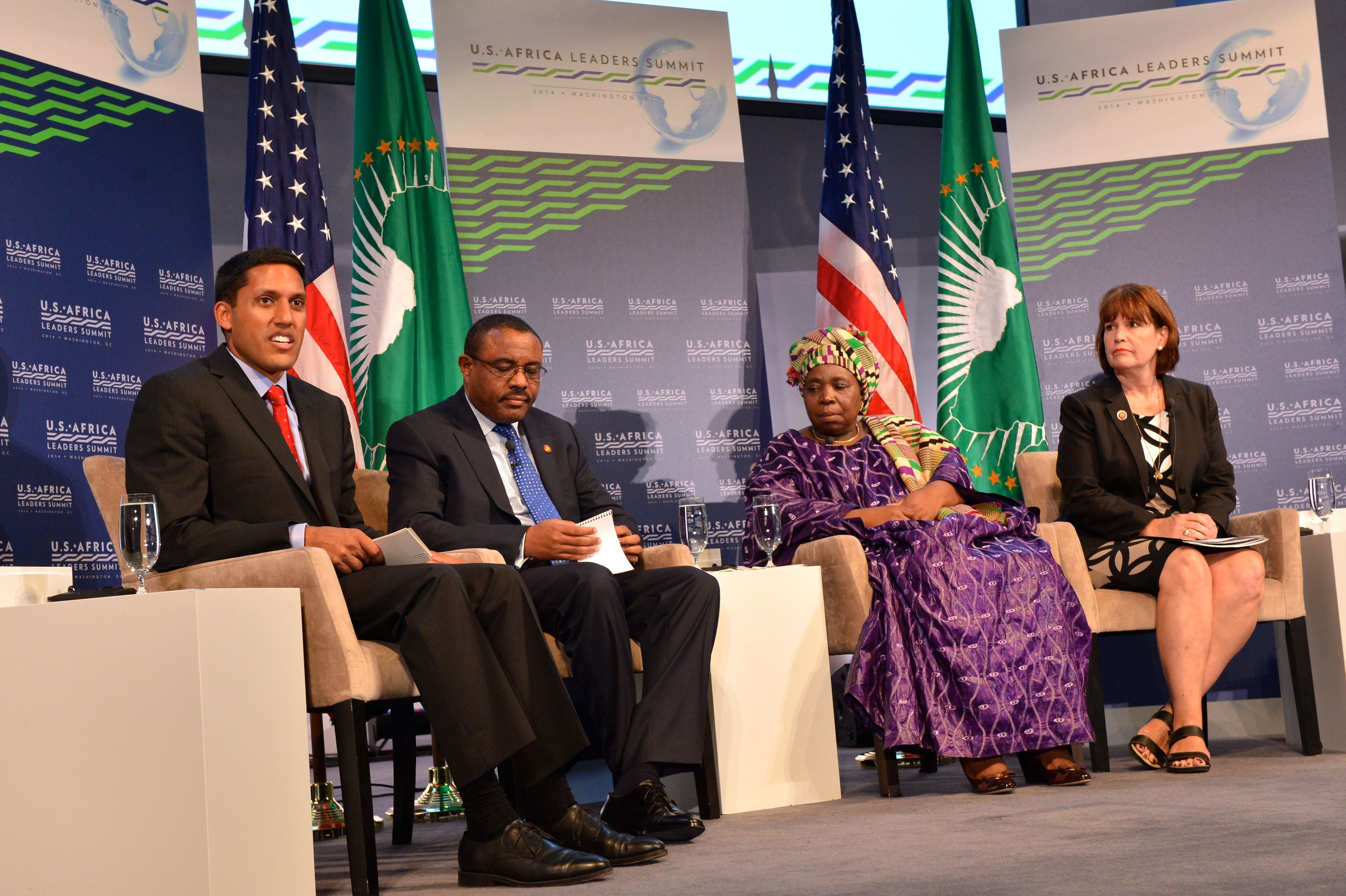
Сессия по вопросам продовольственной безопасности, 4 августа.

Программа мероприятий саммита с 4 по 6 августа была опубликована на сайте Белого дома.
1 августа в преддверии саммита прошло мероприятие «Вера действует: Чествование вклада сообщества Веры в мир и процветанию в Африке» (англ. Faith works: Honoring the contributions of the Faith Community to Peace and Prosperity in Africa) с участием религиозных лидеров и организаций, африканских лидеров и должностных лиц правительства США.
4 августа были проведены «Форум гражданского общества» (англ. Civil Society Forum), «Инвестиции в женщин, мир и процветание» (англ. Investing in Women, Peace and Prosperity), «Инвестиции в здоровье: инвестиции в будущее Африки» (англ. Investing in Health: Investing in Africa's Future), «Устойчивость и продовольственная безопасность в условиях изменяющегося климата» (англ. Resilience and Food Security in a Changing Climate) и «Борьба с дикой торговлей» (англ. Combating Wildlife Trafficking). Прошёл также Форум по акту о Африканском росте и возможностях (англ. African Growth and Opportunity Act, AGOA), на котором шла речь о предпринятии усилий по разработке нового законодательства. На Капитолийском холме во второй половине дня комитеты Сената и Палаты представителей по внешним связям и иностранным делам провели приветственный приём для африканских лидеров.
5 августа Министерство торговли США и фонд «Bloomberg Philanthropies» стали одними из организаторов первого делового форума в истории отношений США и Африки, центром внимания которого стали укрепление торговых и финансовых связей. С приветственным словом выступили министр торговли США Пенни Прицкер и Майкл Блумберг, основатель «Bloomberg Philanthropies», «Bloomberg L.P.» и 108-й мэр Нью-Йорка. Деловой форум был разделён на четыре сессии:
1. «Расширение возможностей: новая эра для бизнеса в Африке» (англ. Expanding Opportunities: The New Era For Business in Africa). Цель — исследование американо-африканского партнерства и определение новых путей укрепления деловых связей и обеспечения большего экономического прогресса. Руководители: основатель и управляющий директор «Mara Group[англ.]» Ашиш Тхакар[англ.], 42-й президент США и учредитель «Clinton Foundation[англ.]» Билл Клинтон. Выступили: президент и главный исполнительный директор «Dangote Group[англ.]» Алико Данготе, генеральный директор «General Electric» Джеффри Иммельт, президент, председатель и главный исполнительный директор «Dow Chemical» Эндрю Ливерис, генеральный директор «Shanduka Group» Пхути Маханьеле и президент и исполнительный директор «Wal-Mart Stores» Даг Макмиллон[англ.][17]. Замечания были высказаны Председателем Комиссии Африканского союза доктором Нкосазаной Дламини-Зумой[17].
2. «Открытые рынки: Финансирование завтрашнего дня Африки» (англ. Open Markets: Financing The Africa of Tomorrow). Цель — исследование тенденций и направлений успешного и надлежащего управления в странах Африки, снижения рисков, укрепления доверия инвесторов и увеличения доступности американского капитала в африканских и американских фирмах, и их сотрудничества. Руководители: секретарь казначейства США Джейкоб Лью и президент Африканского банка развития Дональд Каберука[англ.]. Выступили: президент и главный исполнительный директор «MasterCard» Аджайпал Сингх Банга[англ.], председатель «Heirs Holdings Limited» Тони Элумелу[англ.], генеральный директор «Equity Bank[англ.]» Джеймс Мванги, исполнительный директор «Carlyle Group» Дэвид Рубенштейн, генеральный директор «Standard Bank» Сим Тшабалала и основатель и председатель «Mo Ibrahim Foundation[англ.]» Мо Ибрагим[17].
3. «Энергетика Африки: Ведущие проекты развития инфраструктуры» (англ. Powering Africa: Leading Developments in Infrastructure). Цель: исследование государственно-частного партнерства, технологических инноваций и инструментов финансирования, которые развивают энергетику, транспорт и цифровую инфраструктуру Африки. Руководители: президент Всемирного банка доктор Джим Ён Ким и советник президента США по национальной безопасности Сьюзан Райс. Выступили: председатель правления и генеральный директор The Coca-Cola Company Мухтар Кент, генеральный директор «Harith Fund Managers» Тшепо Махлоэле, основатель и председатель «Econet Wireless[англ.]» Страйв Масийива[англ.], председатель, президент и главный исполнительный директор «IBM» Вирджиния Рометти и председатель, генеральный директор и соучредитель «Blackstone Group» Стивен Шварцман. Во второй половине дня выступил вице-президент США Джо Байден[18].
4. «План игры: Формируя будущее быстроразвивающегося континента» (англ. Game Plan: Shaping The Future Of A Fast-Growing Continent). Цель: исследование политики, экономического роста, интеллектуальной инфраструктуры и успешного частного и государственного партнерства силами глав пяти государств Африки. Руководители: государственный секретарь США Джон Керри и телеведущий и журналист Чарли Роуз. Выступили: президент Руанды Поль Кагаме, президент Сенегала Маки Саль, президент Южно-Африканской Республики Джейкоб Зума, президент Танзании Джакайя Киквете и президент Туниса Монсеф Марзуки[17].

По итогам делового форума, Пенни Прицкер и Майкл Блумберг опубликовали статью в «Forbes», где заявили, что благодаря ему будет осуществлено инветирование 14 млрд долларов в предпринимательскую сферу. Вечером президент США Барак Обама и первая леди Мишель Обама провели торжественный ужин в Белом доме для африканских лидеров, государственных и гостей саммита.

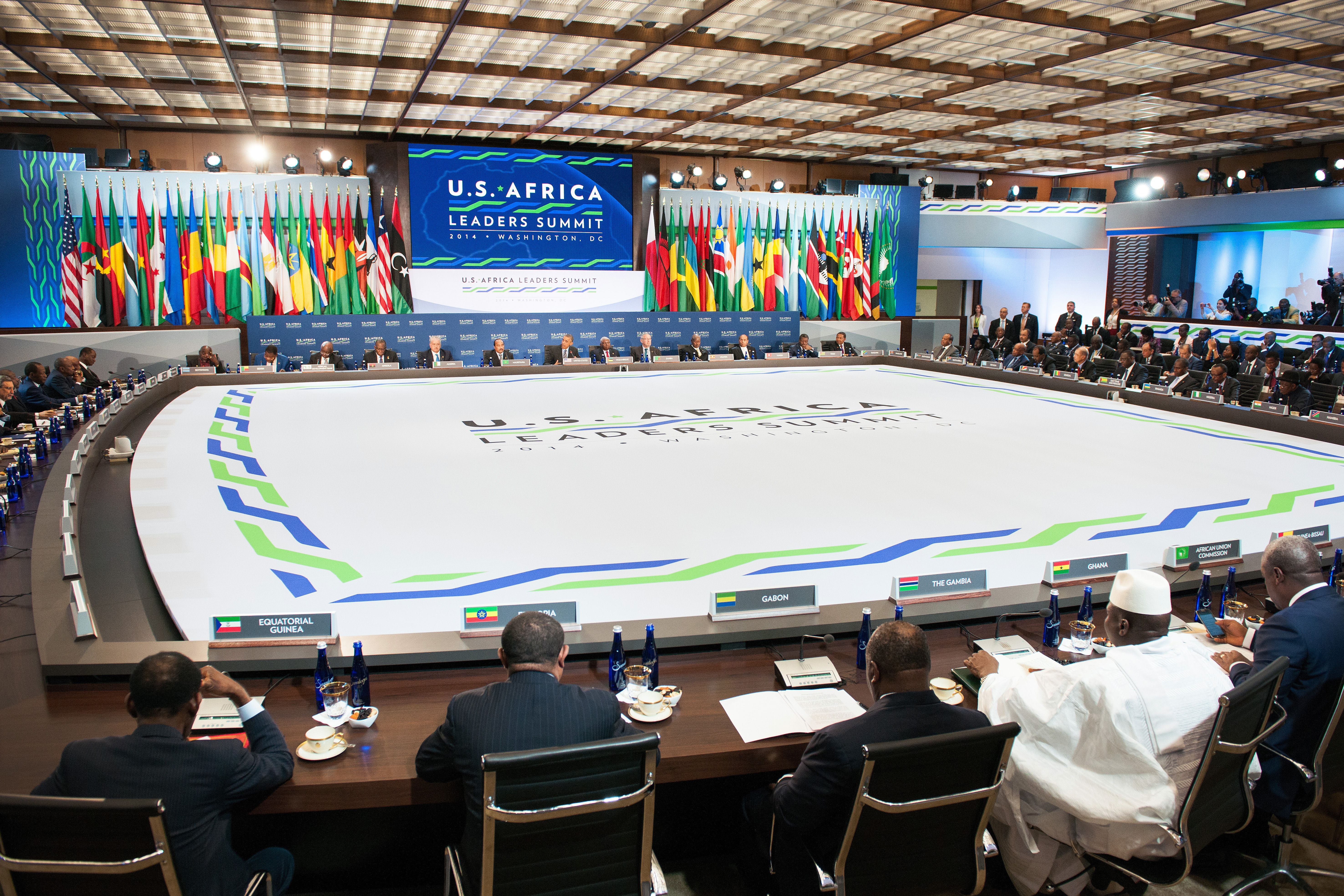
Первая сессия собрания лидеров Африки и США, Гарри С Трумэн Билдинг, 6 августа.

6 августа прошло, собственно, собрание лидеров стран, на котором вёлся диалог по итогам и рассмотренным вопросам всех дней саммита. Включало в себя три сессии:
1. «Инвестиции в будущее Африки» (англ. Investing in Africa's Future) — вопросы возможностей устойчивого развития, экономического роста, торговли и инвестиций.
2. «Мир и региональная стабильность» (англ. Peace and Regional Stability) — рабочий обед по вопросам долгосрочных решений региональных конфликтов, миротворческих задачах и борьбы с транснациональными угрозами.
3. «Руководство следующего поколения» (англ. Governing For The Next Generation) — как повысить управление для того, чтобы эффективно предоставлять услуги гражданам для привлечения и подготовки к повышению внутренней и внешней прямой торговли и инвестиций.

Собрание завершилось пресс-конференцией Обамы. Другими событиями последнего дня саммита стали: «Супружеская программа» первой леди Мишель Обамы и бывшей первой леди Лоры Буш прошла в Центре Кеннеди и была сосредоточена на изучении влияния инвестиций в образование, здравоохранение и государственно-частное партнерство; «Диалог с Африканскими генеральными директорами» под руководством конгрессмена Грегори Микса и Группы чернокожих конгрессменов повлёк за собой дискуссии о взаимодействии с африканскими деловыми и политическими кругами, представителями частного сектора и членов конгресса США.

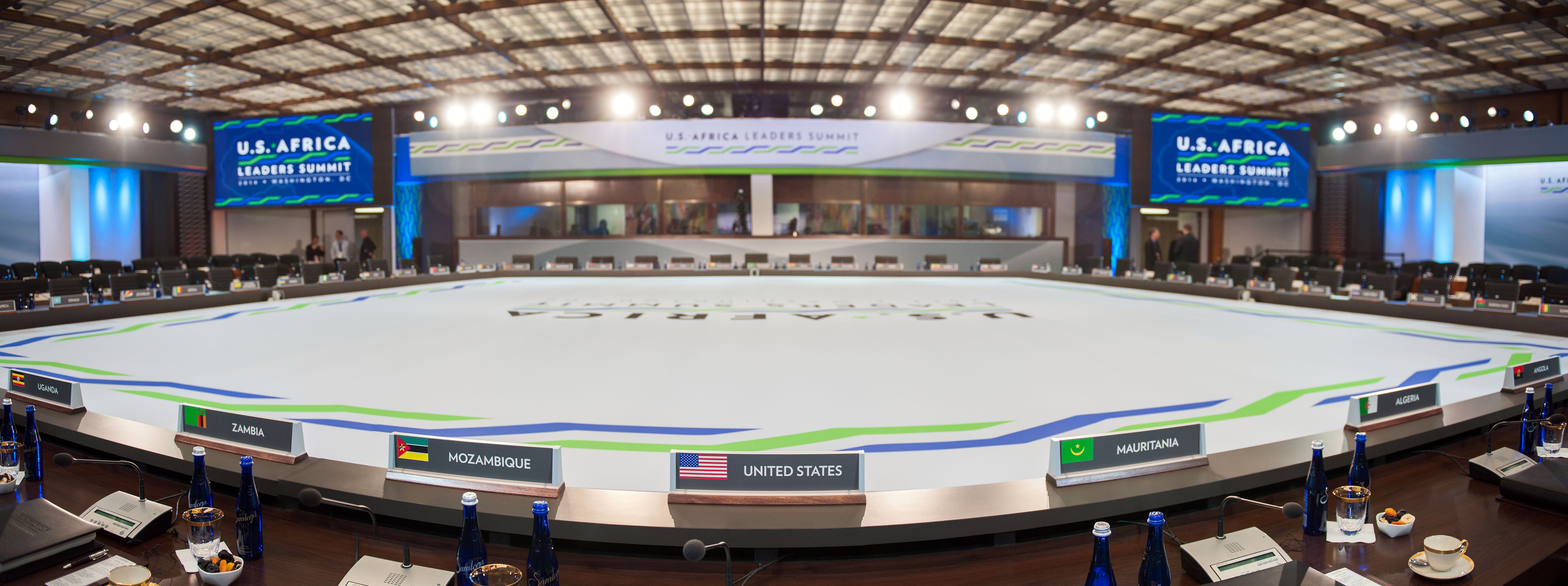
Пустой зал Гарри С Трумэн Билдинг в последний день Саммита — 6 августа.

## Участники

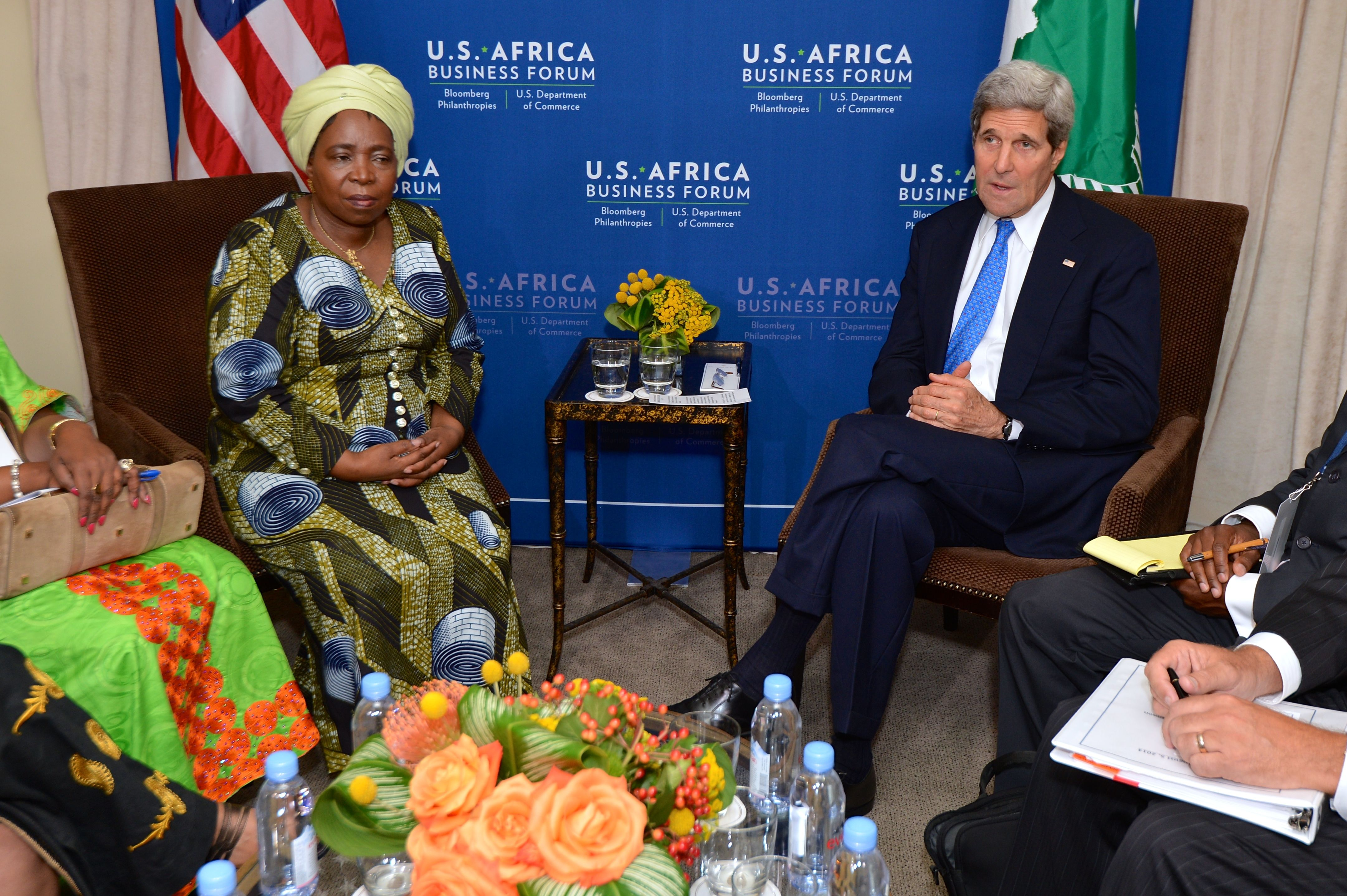
Государственный секретарь США Джон Керри и Нкосазана Дламини-Зума;

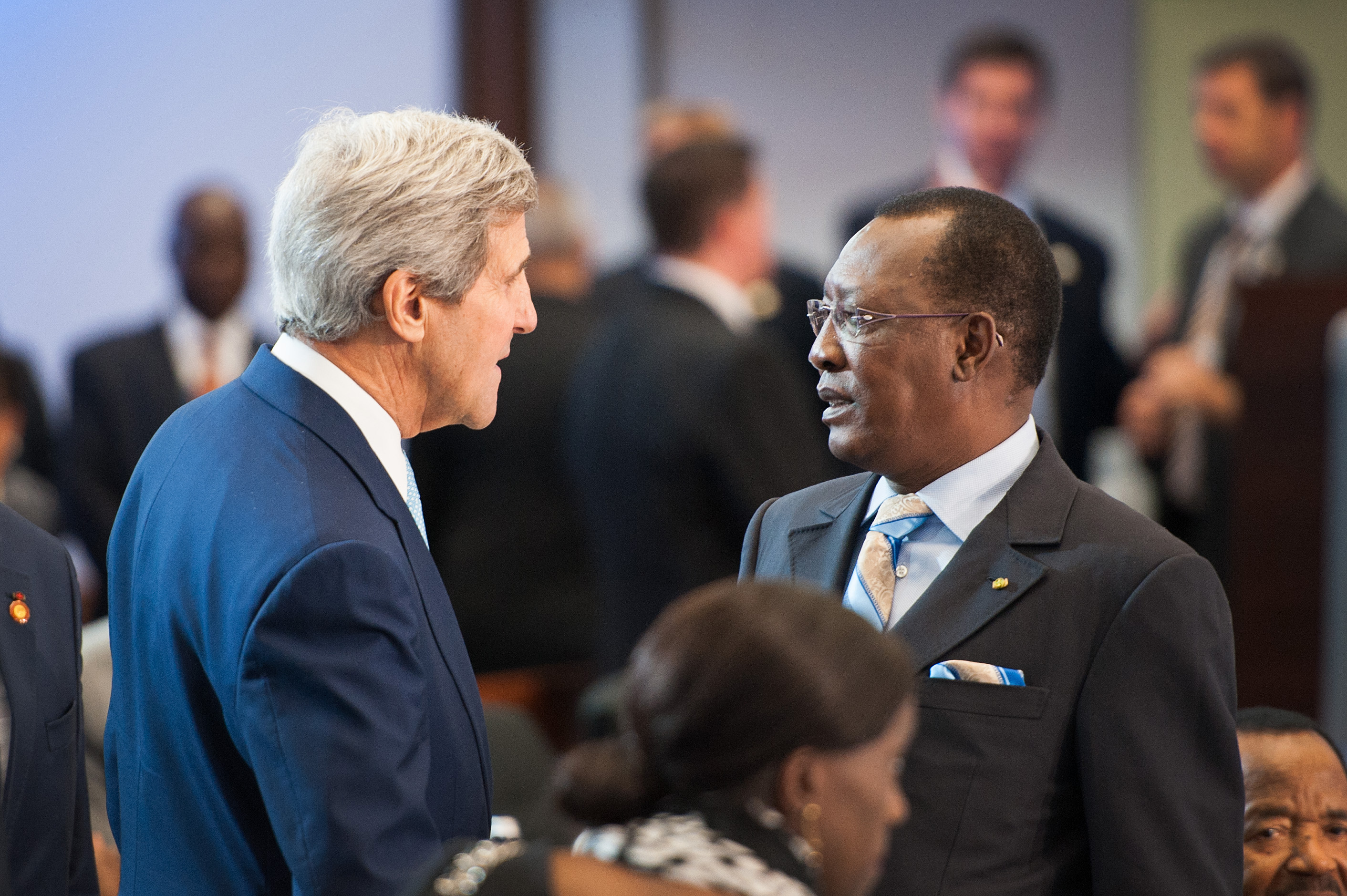
и Идрис Деби;

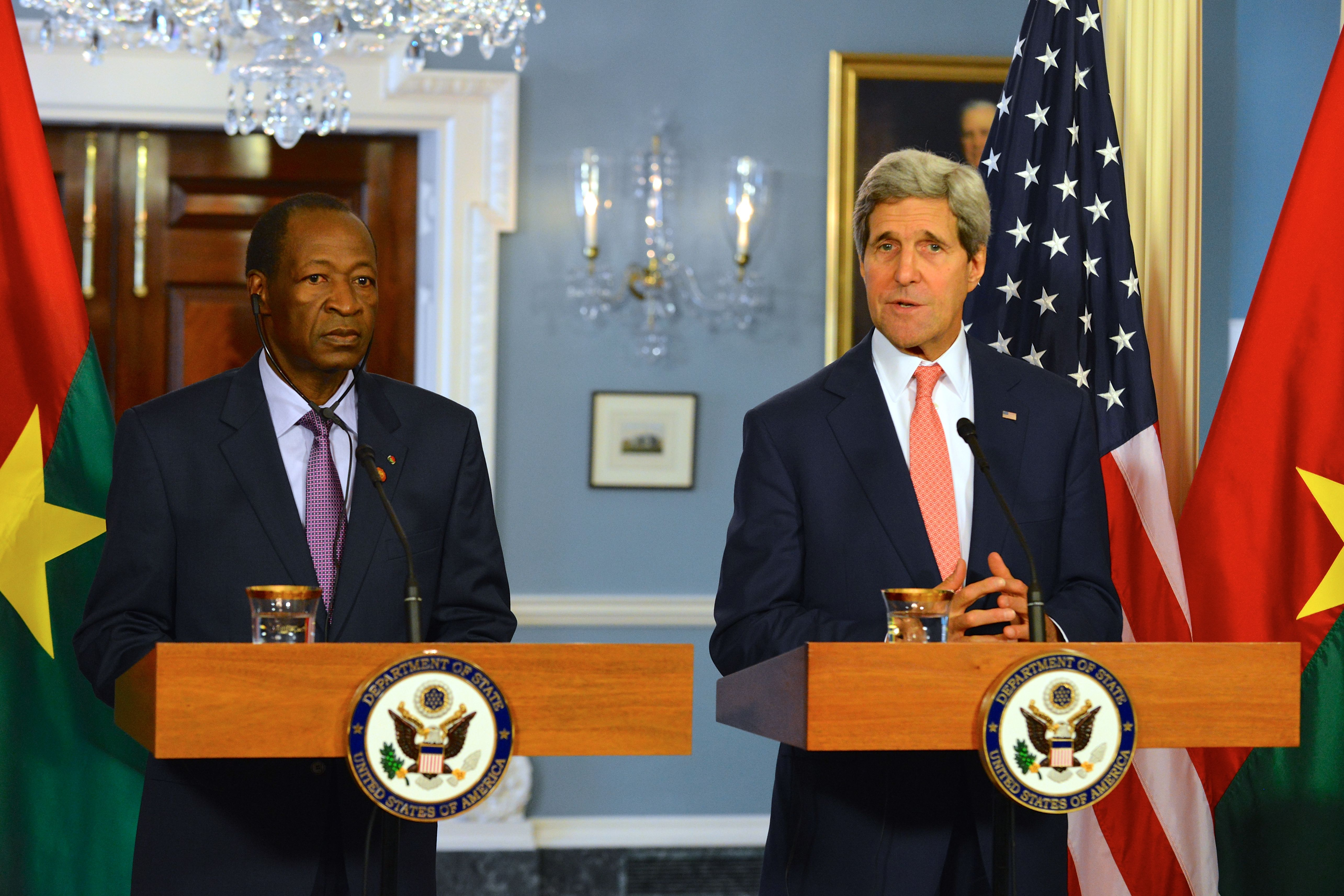
и Блез Компаоре;

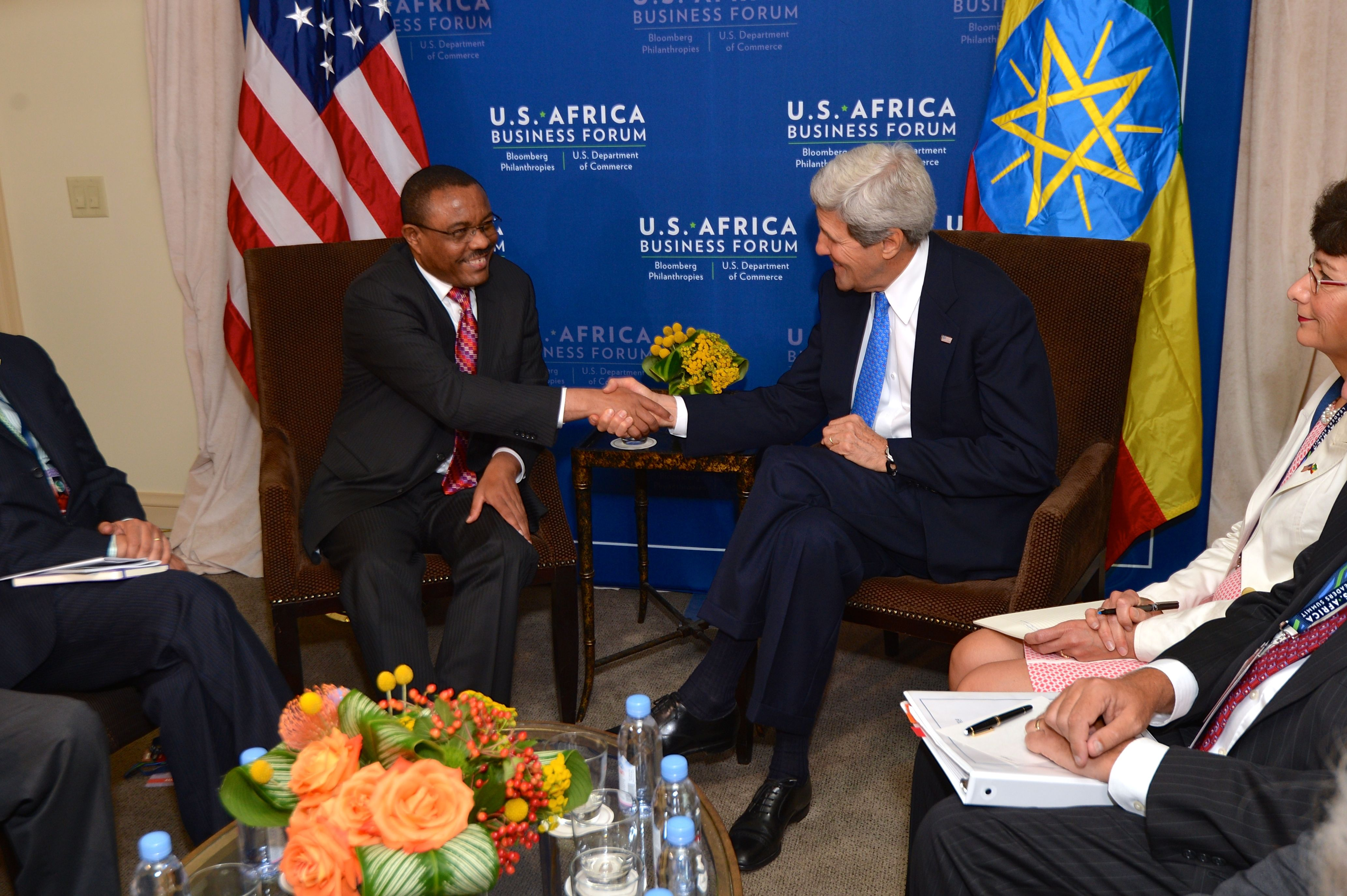
и Хайлемариам Десалень;

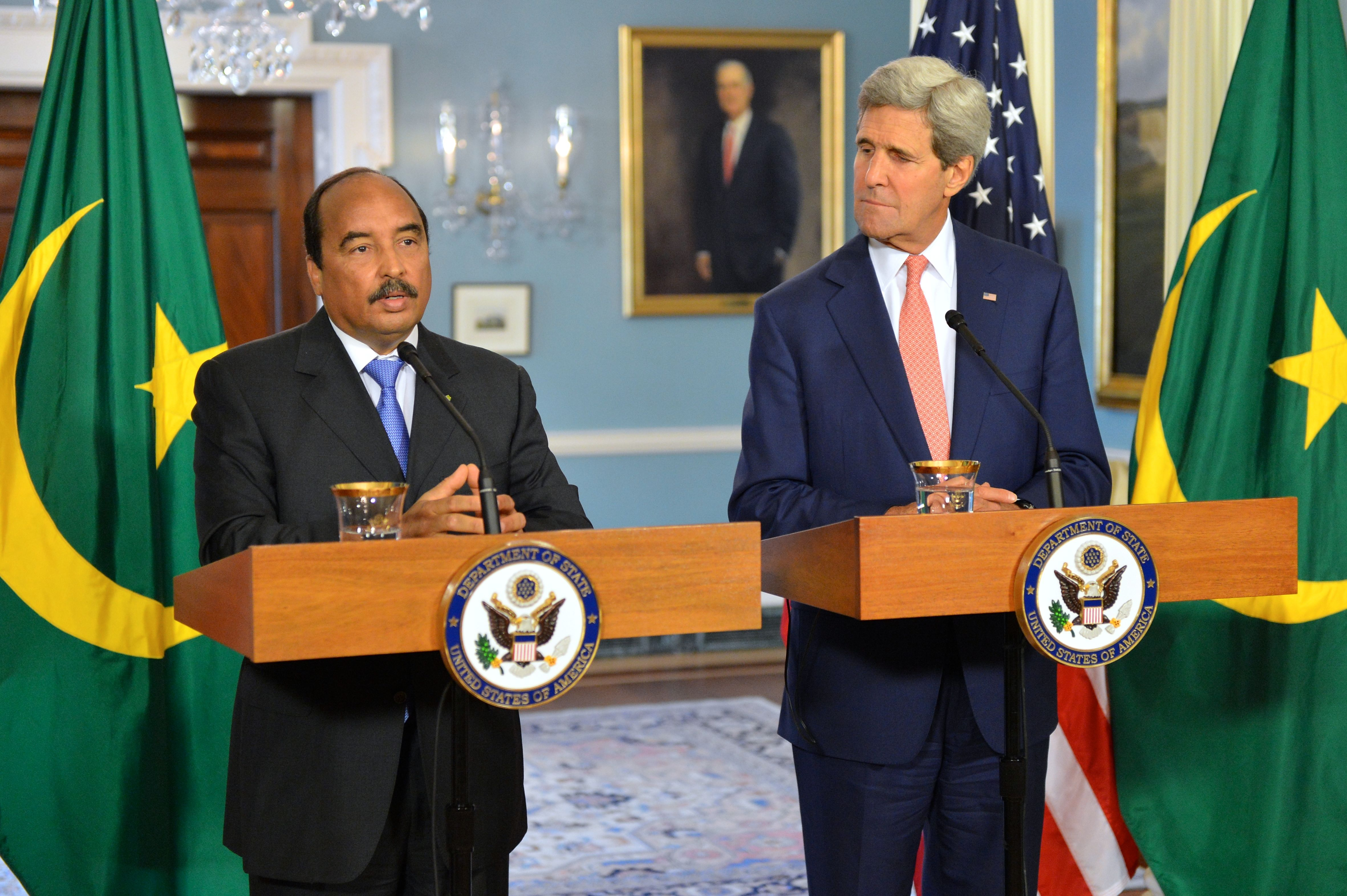
и Мохаммед ульд Абдель Азиз;

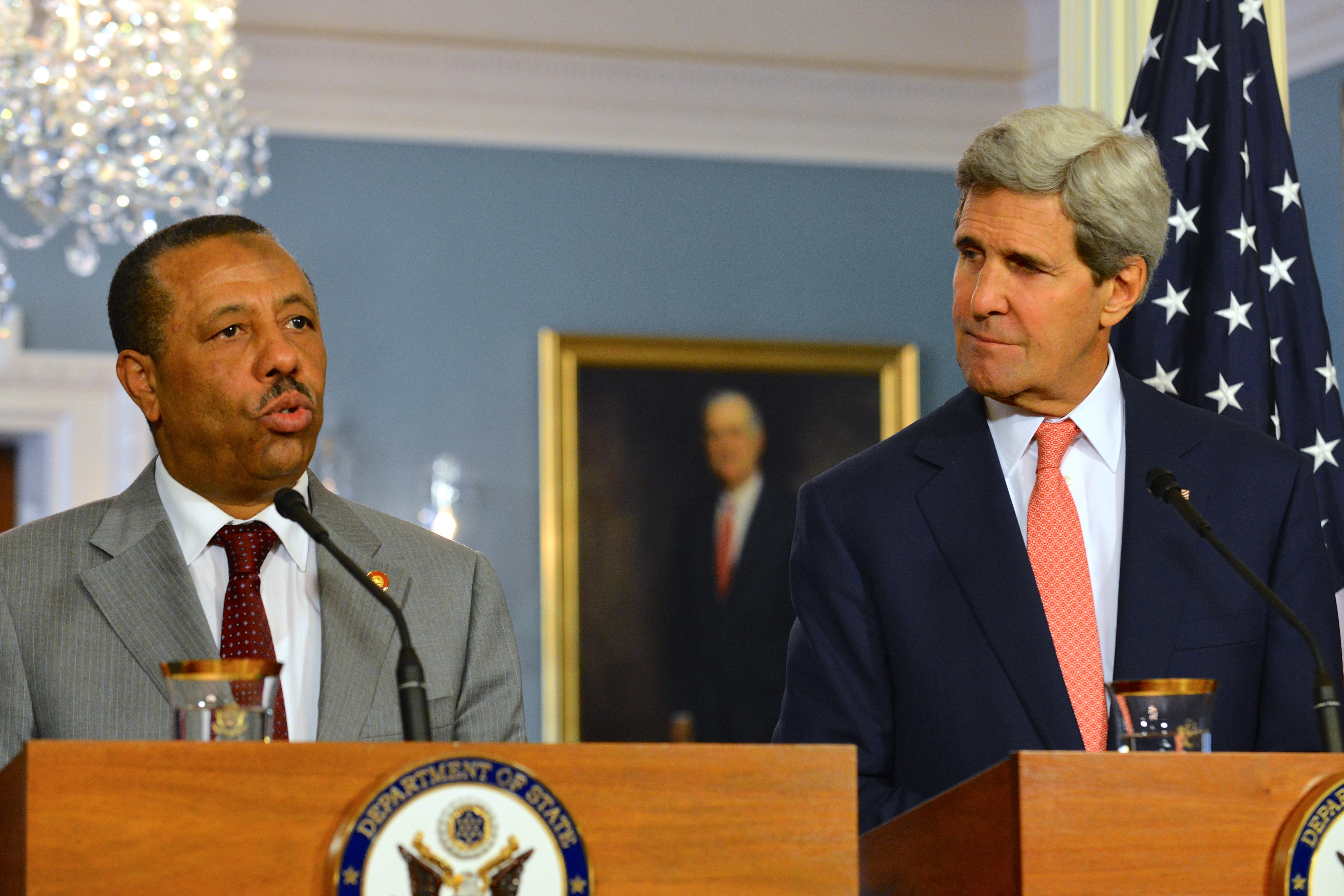
и Абдалла Абдуррахман ат-Тани.

Африка состоит из 54 суверенных государств; все, кроме Марокко являются членами Африканского союза. Приглашены были до пятидесяти африканских лидеров, состоящих на «хорошем счету» как в США, так и в Африканском союзе, председатель Комиссии которого, Нкосазана Дламини-Зума, была также приглашена. Президент Обама встречался с лидерами в группе, а не на индивидуальной основе. Из пятидесяти лидеров, тридцать семь — главы государств.

### Присутствовавшие лидеры
| Страна                | Должность               | Имя                          |
| --------------------- | ----------------------- | ---------------------------- |
| Алжир                 | Премьер-министр         | Абдельмалек Селлаль          |
| Ангола                | Вице-президент          | Мануэл Висенте               |
| Бенин                 | Президент               | Яйи Бони                     |
| Ботсвана              | Министр иностранных дел | Пханду Скелемани             |
| Буркина-Фасо          | Президент               | Блез Компаоре                |
| Бурунди               | Президент               | Пьер Нкурунзиза              |
| Кабо-Верде            | Президент               | Жорже Карлуш Фонсека         |
| Чад                   | Президент               | Идрис Деби                   |
| Камерун               | Президент               | Поль Бийя                    |
| Коморы                | Президент               | Икилилу Дуанин               |
| Кот-д’Ивуар           | Премьер-министр         | Даниэль Дункан               |
| Республика Конго      | Президент               | Дени Сассу-Нгессо            |
| Джибути               | Президент               | Исмаил Омар Гелле            |
| ДРК                   | Президент               | Жозеф Кабила                 |
| Египет                | Премьер-министр         | Ибрагим Махляб               |
| Экваториальная Гвинея | Президент               | Теодоро Обианг Нгема Мбасого |
| Эфиопия               | Премьер-министр         | Хайлемариам Десалень         |
| Габон                 | Президент               | Али бен Бонго Ондимба        |
| Гамбия                | Президент               | Яйя Джамме                   |
| Гана                  | Президент               | Джон Драмани Махама          |
| Гвинея                | Президент               | Альфа Конде                  |
| Гвинея-Бисау          | Президент               | Жозе Мариу Ваш               |
| Кения                 | Президент               | Ухуру Кениата                |
| Лесото                | Премьер-министр         | Том Табане                   |
| Либерия               | Вице-президент          | Джозеф Бокай                 |
| Ливия                 | Премьер-министр         | Абдалла Абдуррахман ат-Тани  |
| Мадагаскар            | Президент               | Эри Радзаунаримампианина     |
| Малави                | Президент               | Питер Мутарика               |
| Мали                  | Президент               | Ибрагим Бубакар Кейта        |
| Мавритания            | Президент               | Мохаммед ульд Абдель Азиз    |
| Маврикий              | Премьер-министр         | Навинчандра Рамгулам         |
| Марокко               | Премьер-министр         | Абделила Бенкиран            |
| Мозамбик              | Президент               | Арманду Гебуза               |
| Намибия               | Президент               | Хификепунье Похамба          |
| Нигер                 | Президент               | Махамаду Иссуфу              |
| Нигерия               | Президент               | Гудлак Джонатан              |
| Руанда                | Президент               | Поль Кагаме                  |
| Сан-Томе и Принсипи   | Премьер-министр         | Габриэл Кошта                |
| Сенегал               | Президент               | Маки Саль                    |
| Сейшельские Острова   | Президент               | Джеймс Мишель                |
| Сьерра-Леоне          | Министр иностранных дел | Самура Камара                |
| Сомали                | Президент               | Хасан Шейх Махмуд            |
| ЮАР                   | Президент               | Джейкоб Зума                 |
| Южный Судан           | Президент               | Салва Киир                   |
| Эсватини              | Король                  | Мсвати III                   |
| Танзания              | Президент               | Джакайя Киквете              |
| Того                  | Президент               | Фор Гнассингбе               |
| Тунис                 | Президент               | Монсеф Марзуки               |
| Уганда                | Президент               | Йовери Мусевени              |
| Замбия                | Вице-президент          | Гай Скотт                    |

### Неявившиеся
| Страна       | Должность | Имя                        | Причина                                               |
| ------------ | --------- | -------------------------- | ----------------------------------------------------- |
| Алжир        | Президент | Абдель Азиз Бутефлика      | проблемы со здоровьем                                 |
| Ангола       | Президент | Жозе Эдуарду душ Сантуш    | отсутствие в повестке дня саммита двусторонних встреч |
| Ботсвана     | Президент | Ян Кхама                   | дипломатические проблемы                              |
| Египет       | Президент | Абдул-Фаттах Халил Ас-Сиси | ухудшение дипломатических отношений                   |
| Либерия      | Президент | Элен Джонсон-Серлиф        | эпидемия лихорадки Эбола                              |
| Марокко      | Король    | Мухаммед VI                | позиция по военной операции Израиля в Палестине       |
| Сьерра-Леоне | Президент | Эрнест Бай Корома          | эпидемия лихорадки Эбола                              |
| Замбия       | Президент | Майкл Сата                 | проблемы со здоровьем                                 |

### Исключения
- Центральноафриканская Республика — временный президент Катрин Самба-Панза не была приглашена на саммит, так как в настоящее время ЦАР исключена из членов Африканского союза после государственного переворота 2013 года. Новые выборы пройдут в феврале 2015 года[34][35].
- Эритрея — президент Исайяс Афеворки не был приглашён из-за отказа принять полные дипломатические отношения с США, вследствие чего резюлюцией № 1907[англ.] Совета Безопасности ООН в отношении Эритреи были введены санкции[36].
- Сахарская Арабская Демократическая Республика — Президент Мухаммед Абдельазиз не был приглашён из-за непризнания САДР независимым государством в США[36][37].
- Судан — Президент Омар аль-Башир не был приглашён из-за выдачи Международным уголовным судом ордера на его арест по обвинению в геноциде в связи с конфликтом в Дарфуре[36]. Государственный департамент США определяет Судан в качестве одного из государств-спонсоров терроризма[38]. Правительство Судана подвергло критике все эти решения[39].
- Зимбабве — президент Роберт Мугабе не был приглашён, потому что состоит в списке граждан особой категории[40]. Министр информации Зимбабве Джонатан Мойо[англ.] озарактеризовал саммит как «не-событие»[41]. Пресс-секретарь президента Зимбабве Джордж Чарамба[англ.] сказал, что никакой обеспокоенности этим решением нет[42].

#### Временные ограничения
На момент анонса саммита в январе 2014 года, три государства были исключены из Африканского союза в связи с политической ситуацией в этих странах. После восстановления демократии и верховенства права они были восстановлены в правах:
- Египет — после военного переворота 2013 года. Представитель министерства иностранных дел Египта охарактеризовал это решение как «неправильное и недальновидное»[43]. После успешного проведения президентских выборов 2014 года, приглашение не успели направить[44].
- Гвинея-Бисау — после государственного переворота 2012 года[35]. Выборы состоялись в апреле 2014 года.
- Мадагаскар — приглашения были разосланы, но в 2009 году произошёл государственный переворот. Выборы прошли успешно, Эри Радзаунаримампианина был избран новым президентом.